# Берахино, Сейдо
Се́йдо Берахи́но (рунди и англ. Saido Berahino; родился 4 августа 1993 года в Бурунди) — бурундийский и английский футболист, нападающий клуба АЕЛ (Лимасол) и сборной Бурунди.

## Клубная карьера
Родился в Бурунди, но из-за гражданской войны переехал в Англию вместе с матерью, братом и сёстрами. Его семья получила политическое убежище в Ньютауне, Бирмингем. В 2004 году Сейдо перешёл в академию клуба «Вест Бромвич Альбион». Летом 2011 года подписал с «дроздами» свой первый профессиональный контракт.
20 октября 2011 года Берахино перешёл в клуб «Нортгемптон Таун» на правах аренды. Два дня спустя дебютировал в составе «сапожников» в матче против «Брэдфорд Сити». Выступал за «Нортгемптон» до февраля 2012 года, забив 6 голов в 14 матчах.
9 февраля 2012 года вновь отправился в аренду, на этот раз в клуб «Брентфорд». В «Брентфорде» Берахино провёл 7 матчей и забил 4 гола, после чего вернулся в «Вест Бромвич» 3 апреля 2012 года.
28 августа 2012 года Берахино дебютировал за «Вест Бромвич Альбион» в матче Кубка Футбольной лиги против «Йовил Таун». 1 октября того же года отправился в аренду в «Питерборо Юнайтед». В аренде он сыграл 10 матчей и забил 2 мяча.
27 августа 2013 года Берахино впервые вышел в стартовом составе «Вест Бромвича» в матче Кубка Футбольной лиги против «Ньюпорт Каунти». В этой игре он отметился хет-триком. 1 сентября дебютировал в Премьер-лиге, выйдя на замену в матче против «Суонси Сити». 28 сентября забил свой первый гол в Премьер-лиге в матче против «Манчестер Юнайтед» на «Олд Траффорд», благодаря которому «Вест Бромвич» одержал сенсационную победу над чемпионом Англии со счётом 2:1.
2 декабря 2013 года Берахино продлил свой контракт с «дроздами» до июня 2017 года.
Летом 2015 года «Тоттенхем Хотспур» предлагал за нападающего £ 21 млн, но «Вест Бромвич» отклонил предложение по трансферу, а сам игрок заявил, что больше никогда не будет играть за «Вест Бромвич». В сентябре 2015 года Берахино возобновил тренировки в составе «Вест Бромвича».
20 января 2017 года Берахино официально стал игроком «Сток Сити». Сумма трансфера составила 12 млн фунтов. Контракт был заключён на 5,5 лет.

## Карьера в сборной
Берахино выступал за сборные Англии разных возрастов: до 16, до 17, до 18, до 19, до 20 лет и до 21 года. В августе 2013 года получил вызов в молодёжную сборную Англии на матч против Шотландии 13 августа. Его дебют в составе молодёжной сборной Англии состоялся 5 сентября 2013 года в матче против Молдавии, в котором он забил единственный гол и принёс победу англичанам. 14 ноября Берахино забил два гола в матче против молодёжной сборной Финляндии. В августе 2018 года Сейдо получил разрешение от ФИФА выступать за национальную сборную Бурунди. Он дебютировал 8 сентября в матче квалификации Кубка Африки-2019 против Габона, сравняв счет в поединке.

## Статистика выступлений
| Клуб                       | Сезон            | Лига | Лига | Кубок Англии | Кубок Англии | Кубок лиги | Кубок лиги | Итого | Итого |
| Клуб                       | Сезон            | Игры | Голы | Игры         | Голы         | Игры       | Голы       | Игры  | Голы  |
| -------------------------- | ---------------- | ---- | ---- | ------------ | ------------ | ---------- | ---------- | ----- | ----- |
| Нортгемптон Таун (аренда)  | 2011/12          | 14   | 6    | 1            | 0            | 0          | 0          | 15    | 6     |
| Нортгемптон Таун (аренда)  | Итого            | 14   | 6    | 1            | 0            | 0          | 0          | 15    | 6     |
| Брентфорд (аренда)         | 2011/12          | 8    | 4    | 0            | 0            | 0          | 0          | 8     | 4     |
| Брентфорд (аренда)         | Итого            | 8    | 4    | 0            | 0            | 0          | 0          | 8     | 4     |
| Питерборо Юнайтед (аренда) | 2012/13          | 10   | 2    | 0            | 0            | 0          | 0          | 10    | 2     |
| Питерборо Юнайтед (аренда) | Итого            | 10   | 2    | 0            | 0            | 0          | 0          | 10    | 2     |
| Вест Бромвич Альбион       | 2012/13          | 0    | 0    | 0            | 0            | 1          | 0          | 1     | 0     |
| Вест Бромвич Альбион       | 2013/14          | 32   | 5    | 1            | 0            | 2          | 4          | 35    | 9     |
| Вест Бромвич Альбион       | 2014/15          | 20   | 8    | 1            | 4            | 3          | 1          | 24    | 13    |
| Вест Бромвич Альбион       | Итого            | 52   | 13   | 2            | 4            | 6          | 5          | 60    | 23    |
| Всего за карьеру           | Всего за карьеру | 84   | 25   | 3            | 4            | 6          | 5          | 93    | 34    |